# Hjalmar Nilsson (rektor)
Johan Hjalmar Nilsson, född 30 augusti 1878 i Kalmar, död där 20 maj 1967, var en svensk skolman.
Nilsson avlade filosofie kandidatexamen vid Uppsala universitet 1897 och filosofie licentiatexamen 1904. Han var därefter lärare vid Uppsala enskilda läroverk ("Skrapan") 1902–1907, läroverksadjunkt i Lund 1909–1914, seminarieadjunkt vid Göteborgs folkskoleseminarium 1914 och lektor där 1918–1945. 
Nilsson var 1925–1945 rektor för Rostads folkskoleseminarium i Kalmar. Han var bland annat ordförande i Kalmar naturvetenskapliga sällskap och i S:te Christophers gille. Åren 1936–1938 var han förlikningsman i arbetstvister i östra distriktet. 
Nilsson var ledamot av 1936 års lärarutbildningssakkunniga och tillhörde Kalmar läns södra landsting 1943–1946 och var ordförande i styrelsen för Högalids folkhögskola och nämndeman vid rådhusrätten i Kalmar. Hans barn antog efternamnet Skarsgård; skådespelaren Stellan Skarsgård är Hjalmar Nilssons sonson.
Hjalmar Nilsson var son till skeppsmäklare Johan Nilsson och Augusta Nilsson, född Petersson. Han är begraven på Södra kyrkogården i Kalmar.